# Lasy Dołhobyczowskie
Lasy Dołhobyczowskie este o arie protejată (sit de importanță comunitară — SCI) din Polonia întinsă pe o suprafață de 477,09 ha, integral pe uscat.

## Localizare
Centrul sitului Lasy Dołhobyczowskie este situat la coordonatele 50°36′56″N 24°00′32″E / 50.6156°N 24.0088°E.

## Înființare
Situl Lasy Dołhobyczowskie a fost declarat sit de importanță comunitară în octombrie 2009 pentru a proteja 6 specii de animale.

## Biodiversitate
Situată în ecoregiunea continentală, aria protejată conține 4 habitate naturale: Pajiști cu Molinia pe soluri calcaroase, turboase sau argilos-nămoloase (Molinion caeruleae), Fânețe de joasă altitudine (Alopecurus pratensis, Sanguisorba officinalis), Păduri de stejar și carpen Galio-Carpinetum, Păduri aluvionare cu Alnus glutinosa și Fraxinus excelsior (Alno-Padion, Alnion incanae, Salicion albae).
La baza desemnării sitului se află mai multe specii protejate:
- amfibieni (2): buhai de baltă cu burta roșie (Bombina bombina), triton cu creastă (Triturus cristatus)
- mamifere (1): castor (Castor fiber)
- nevertebrate (3): fluturele purpuriu (Lycaena dispar), Phengaris nausithous, Phengaris teleius